# سیارک ۲۵۲۹۰
سیارک ۲۵۲۹۰ (به انگلیسی: 25290 Vibhuti، نامگذاری:1998WH14) بیست و پنج هزار و دویست و نودمین سیارک کشف شده‌است که در ۲۱ نوامبر ۱۹۹۸ کشف شد.
قدر مطلق سیارک برابر ۱۷.۰ است.